# クエーロ・ヴァス
クエーロ・ヴァス（伊: Quero Vas）は、イタリア共和国ヴェネト州ベッルーノ県に存在した、人口約3,100人の基礎自治体（コムーネ）。
2013年12月28日にクエーロとヴァスの2つのコムーネが合併して成立した。
2024年1月22日にアラーノ・ディ・ピアーヴェと合併してセッテヴィッレの一部となった。

## 地理

### 位置・広がり

#### 隣接コムーネ
隣接するコムーネは以下の通り。括弧内のTVはトレヴィーゾ県所属を示す。
- アラーノ・ディ・ピアーヴェ
- ボルゴ・ヴァルベッルーナ
- フェルトレ
- セグジーノ (TV)
- セレーン・デル・グラッパ
- ヴァルドッビアーデネ (TV)

### 地震分類
イタリアの地震リスク階級 (it) では、zona 2 (sismicità media) に分類される。

## 行政

### 分離集落
クエーロ・ヴァスには、以下の分離集落（フラツィオーネ）がある。
- Caorera, Carpen, Cilladon, Marziai, Quero (sede comunale), Santa Maria, Scalon, Schievenin, Vas